# التعديل الثامن لدستور الولايات المتحدة الأمريكية

يمنع التعديل الثامن في دستور الولايات المتحدة الأمريكية الحكومة الفيدرالية من فرض كفالات باهظة أو غرامات باهظة أو عقوبات قاسية أو غير اعتيادية. اعتُمد هذا التعديل في الخامس عشر من ديسمبر عام 1791 إلى جانب بقية وثيقة الحقوق في الولايات المتحدة الأمريكية. تعود العبارات في هذا التعديل أصلًا إلى وثيقة الحقوق الإنجليزية عام 1689.
أدى تحريم العقوبة القاسية أو غير الاعتيادية بالمحاكم إلى الجزم بأن الدستور يحرم بشكل صريح أنواع معينة من العقاب مثل الشنق والإرباع. بموجب فقرة العقوبات القاسية وغير الاعتيادية، ألغت المحكمة العليا تطبيق حكومة الإعدام في بعض الحالات، لكن لا تزال عقوبة الإعدام مباحة عندما يُدان المتهم بجريمة القتل. رأت المحكمة العليا أن بند الغرامات الباهظة يحظر الغرامات الباهظة جدًا التي تصل إلى حد الحرمان من الممتلكات دون اتباع الإجراءات القانونية الواجبة. ألغت المحكمة كفالةً باهظة للمرة الأولى في قضية الولايات المتحدة ضد باجاكيجيان عام 1998. في بند الكفالات الباهظة رأت المحكمة العليا أن الحكومة الفيدرالية لا تستطيع فرض كفالة أعلى مما يُحسب بشكل عاقل لضمان حضور المتهم إلى قاعة المحكمة. حكمت المحكمة العليا أن بند العقوبات القاسية وغير الاعتيادية يُطبق على الولايات بالإضافة للحكومة ولكن بند الكفالات الباهظة لا يُطبق على الولايات. في العشرين من فبراير عام 2019 حكمت المحكمة العليا بالإجماع في قضية ثيمبس ضد إنديانا أن بند الغرامات الباهظة يُطبق أيضًا على الولايات.

## نص التعديل
لا يجب أن تُطلب الكفالات الباهظة ولا يجب أن تُفرض الغرامات الباهظة ولا يجب أن تُقام العقوبات القاسية وغير الاعتيادية.

## الخلفية
اعتمد التعديل الثامن باعتباره جزءًا من وثيقة الحقوق عام 1791. تُعد هذه الوثيقة مطابقة بشكل تام لتلك التي صدرت في إنجلترا عام 1689 والتي أعلن البرلمان أنها مشابهة لما كان سيتصرف أسلافهم في تلك القضايا وأن الكفالات الباهظة يجب ألا تُفرض ولا يجب أن تُطبق الغرامات الباهظة ولا يجب أن تُقام العقوبات القاسية وغير الاعتيادية.
كان هذا الحكم مستوحى إلى حد كبير من قضية تيتوس أوتس في إنجلترا الذي، بعد صعود الملك جيمس الثاني في 1685، حوكم على أفعال متعددة من الحنث باليمين أدت إلى إعدام العديد من الأشخاص الذين أدانهم أوتس زورًا. حُكم على أوتس بالسجن، بما في ذلك اختبار سنوي لمدة يومين يُأخذ فيه إلى المشهرة بالإضافة إلى يوم واحد من الجلد بينما يُربط بعربة متحركة. أصبحت قضية أوتس في نهاية المطاف موضوعًا في فقه التعديل الثامن للمحكمة العليا في الولايات المتحدة. تضمنت عقوبة أوتس العقوبات العادية التي فرضت جمعياً بطريقة همجية ومجحفة وغريبة. قد يكون السبب في عدم السماح للقضاة في قضية أوتس للحنث باليمين بفرض عقوبة الإعدام (على عكس الحالات التي اتهمها أوتس زوراً) بسبب أن هذه العقوبة من شأنها أن تمنع حتى الشهود النزيهين من الإدلاء بشهاداتهم في القضايا اللاحقة.
تمت المصادقة على إعلان إنجلترا ضد «العقوبات القاسية وغير المعتادة» من قبل البرلمان في فبراير 1689، وتُلي الإعلان على الملك ويليام الثالث وزوجته الملكة ماري الثانية في اليوم التالي. ثم أوضح أعضاء البرلمان في أغسطس 1689 أن مجلس العموم كان له اعتبار خاص، عندما صدر هذا الإعلان لأول مرة لعقوبات مثل تلك التي فرضها مجلس الملك ضد تيتوس أوتس. سن البرلمان، بعد ذلك، وثيقة الحقوق الإنجليزية لتُصبح قانونًا في ديسمبر 1689. ووصف أعضاء البرلمان العقوبة في قضية أوتس بأنها ليست فقط بربرية وغير إنسانية ولكن أيضًا مجحفة ومُفرطة.

هناك بعض الخلاف العلمي حول الجهة التي يقصد الشرط تحديدها. في إنجلترا، قد يكون شرط العقوبات القاسية وغير الاعتيادية قيدًا على تقدير القضاة، ما يتطلب منهم الالتزام بالوثائق السابقة. وفقًا لأطروحة سبعينيات القرن الثامن عشر التي كتبها ويليام بلاكستون بعنوان «تعليقات على قوانين إنجلترا»:
«مهما كانت سلطة المحكمة غير محدودة، فهي بعيدة عن أن تكون تعسفية بالكامل؛ لكن تقديرها ينظمه القانون. ولأن وثيقة الحقوق قد أعلن بشكل خاص، أن الغرامات الباهظة يجب ألا تُفرض، ولا يجب أن تُفرض العقوبات القاسية وغير المألوفة التي ارتكبت: (والتي كان لها أثر رجعي لبعض الإجراءات غير المسبوقة في المحكمة التابعة الملك، في عهد الملك جيمس الثاني).»
اعتمدت فرجينيا هذا البند من وثيقة الحقوق الإنجليزية في إعلان حقوق فرجينيا لعام 1776، وأوصت اتفاقية فرجينيا التي صادقت على دستور الولايات المتحدة في عام 1788 بإدراج هذا الاستخدام في الدستور.

أراد فيرجينيون مثل جورج ماسون وباتريك هنري التأكد من أن هذا التقييد سيطبق أيضًا على الكونغرس. حذر ماسون من أنه، في حال حصول خلاف لذلك، قد يُطبق الكونغرس عقوبات غير عادية وشديدة. أكد هنري على أنه لا ينبغي السماح للكونغرس بالخروج عن هذه الوثيقة إذ قال:
«ما الذي ميز أسلافنا؟ أنهم لن يعترفوا بالتعذيب أو العقوبة القاسية والهمجية. لكن الكونغرس قد يُقدِّم ممارسة القانون المدني، على القانون العام، أي قد يطبقون ما هو موجود في فرنسا وإسبانيا وألمانيا».
ساد رأي هنري وماسون في النهاية، واعتُمِد التعديل الثامن. غيّر جيمس ماديسون الصياغة إذ بدّل «عليه» بـ «يجب»، عندما اقترح التعديل على الكونغرس في عام 1789.

## الكفالة الباهظة
قرر رؤساء الشرطة، في إنجلترا، ما إذا كانت الكفالة ستُمنح للمشتبه فيهم جنائياً. نظرًا لأنهم يميلون إلى إساءة استخدام سلطتهم، أقر البرلمان قانونًا في عام 1275 حُددت بموجبه الجرائم التي يمكن أو لا يمكن دفع كفالة مقابلها. عادةً ما يتجاوز قضاة الملك أحكام القانون. كان هناك اعتقاد بأن الشخص قد يحتجز دون أن يسمح له بدفع كفالة بناءً على أوامر السيادة. في نهاية المطاف، جادلت عريضة الحقوق لعام 1628 بأن الملك لم يكن لديه مثل هذه السلطة. في وقت لاحق، استُغلت الجوانب الفنية في القانون لإبقاء المتهم في السجن دون كفالة حتى إذا كانت الجرائم يمكن دفع كفالة عنها، وأغلقت هذه الثغرات في معظمها بموجب قانون مجموعة هابياس لعام 1679. بعد ذلك، أُجبر القضاة على الإفراج عن المتهم بكفالة، لكنهم غالباً ما كانوا يطلبون مبالغ غير معقولة. أقرت وثيقة الحقوق الإنجليزية أخيرًا عام 1689 أن الكفالة الباهظة يجب ألا تُطلب.
ومع ذلك، فإن وثيقة الحقوق الإنجليزية لم تحدد التمييز بين الجرائم التي يمكن دفع كفالة عنها والجرائم التي لا يمكن دفع كفالة عنها. وبالتالي، فقد فُسِر التعديل الثامن على أنه يعني أن الكفالة يمكن رفضها إذا كانت التهم خطيرة بدرجة كافية.
كما سمحت المحكمة العليا بالاحتجاز الوقائي دون كفالة. في قضية الولايات المتحدة ضد ساليرنو، 481/739 وثائق الولايات المتحدة لعام 1987، قضت المحكمة العليا بأن التقادم الوحيد الذي يفرضه بند الإفراج بكفالة المفرط هو أن «شروط الإفراج أو الاعتقال التي تقترحتها الحكومة ليست باهظة في ضوء الشر المزعوم. في قضية ستاك ضد بويل، 342/1 وثائق الولايات المتحدة عام 1951، أعلنت المحكمة العليا أن مبلغ الكفالة باهظ بموجب التعديل الثامن إذا كان» رقمًا أعلى مما يتم إقراره بشكل معقول لضمان حضور المدعى عليه في المحاكمة.
تُعد حالة التأسيس لفقرة الإفراط في الكفالة غير واضحة. في قضية شيلب ضد كيوبيل، 404/357 وثائق الولايات المتحدة عام 1971، ذكرت المحكمة في إملاء الحكم: «الكفالة، بطبيعة الحال، أساسية لنظامنا القانوني، إذ يُفرض من خلال حظر التعديل الثامن للكفالة الباهظة على الولايات من خلال التعديل الرابع عشر». في قضية ماكدونالد ضد مدينة شيكاغو (2010)، أدرِج الحق في الكفالة الباهظة في قائمة حقوق مدرجة في الحاشية.